# Fokker (geslacht)
Fokker is een Nederlands patriciaatsgeslacht waarvan de vliegtuigpionier Anthony Fokker de bekendste telg is.

## Geschiedenis
De stamreeks begint met Adriaen Dirksz. Fokker die omstreeks 1648 trouwde met Trijntje van Damme Maartensdr. Hun kleinzoon Joris vestigde zich te Middelburg waar hij in 1722 poorter werd.
In 1919 werd de familie opgenomen in het genealogische naslagwerk Nederland's Patriciaat; heropname volgde in 1964.

## Enkele telgen
Abraham Fokker (1781-1825), koopman en leerlooier
- Anthony Herman Gerard Fokker (1809-1874), reder, lid gemeenteraad van Middelburg, penningkundige
  - Anthony Herman Gerard Fokker (1842-1921), president van de Factorij der Nederlandse Handel-Mij.
    - Mr. dr. Timon Henricus Fokker (1880-1956), diplomaat en kunsthistoricus
    - Maria genaamd Mary Fokker (1881-1969), pianiste
    - Ir. Anthony Fokker (1883-1952), ingenieur en directeur mijnbouwmaatschappij Billiton
    - Dr. Herman Fokker (1884-1934), arts, orthopedisch chirurg
      - Ir. Herman Fokker (1921-2001), lid van de Eerste Kamer voor de Staatkundig Gereformeerde Partij

    - Prof. dr. Adriaan Daniël Fokker (1887-1972), natuurkundige

  - Mr. Eduard Fokker (1849-1936), lid van de Tweede Kamer
    - Mr. Anthony Jacobus Fokker (1880-1959), advocaat en lid gemeenteraad van Leiden
      - Anthonij Jacobus Fokker (1907-1992), vliegtuigbouwkundige

  - Herman Fokker (1851-1924), koffieplanter
    - Antonij Herman Gerard Fokker (1890-1939), luchtvaartpionier en vliegtuigbouwer
- Dr. Adriaan Abraham Fokker (1810-1878), arts en lid gemeenteraad van Middelburg
  - Prof. dr. Abraham Pieter Fokker (1840-1906), bacterioloog
- Mr. Gerrit Adriaan Fokker (1811-1878), lid van de Tweede Kamer
- Boudewijn Anthony Fokker (1817-1881), lid fa. Fokker & Jeras, kooplieden, en lid gemeenteraad van Middelburg
- Mr. Cornelis Jacobus Fokker (1819-1896), advocaat, wethouder van Zierikzee, lid provinciale staten van Zeeland
  - Mr. Abraham Jacobus Frederik Fokker, heer van Rengerskerke, Zuidland en Crayesteyn (1857-1929), advocaat, burgemeester van Zierikzee, lid van de Eerste Kamer
    - Anthony Desmond O'Connor Fokker, heer van Rengerskerke, Zuidland en Crayestein (1919-2008), brigade-generaal
      - Drs. Edmond Carel Alexander Fokker, heer van Rengerskerke, Zuidland en Crayestein[1] (1962), consultant

  - Cornelis Jacobus Johannes Fokker (1871-1943), burgemeester
- Mr. Abraham Marinus Fokker (1823-1863), president van de Raad van Justitie te Semarang
  - Dr. Abraham Anthony Fokker (1862-1927), bestuursambtenaar en privaatdocent
    - Antonia Margaretha Cornelia Baldwina Fokker (1887-1948), beeldhouwster; trouwde in 1906 met Otto Aris van Tricht (1866-1917), redacteur Javabode, later hoofdredacteur Nieuw Courant
    - Prof. dr. Abraham Anthony Fokker (1911-1990), hoogleraar vergelijkende Indonesische taalwetenschap aan de Universiteit van Djakarta, docent Russisch Universiteit van Leiden

Geslachten die opgenomen zijn in het sinds 1910 verschijnende genealogische naslagwerk Nederland's Patriciaat. Lijst volgens opgave van het CBG Centrum voor familiegeschiedenis.
A · B · C · D · E · F · G · H · I · J · K · L · M · N · O · P · Q · R · S · T · U · V · W · Y · Z